# Baghrir

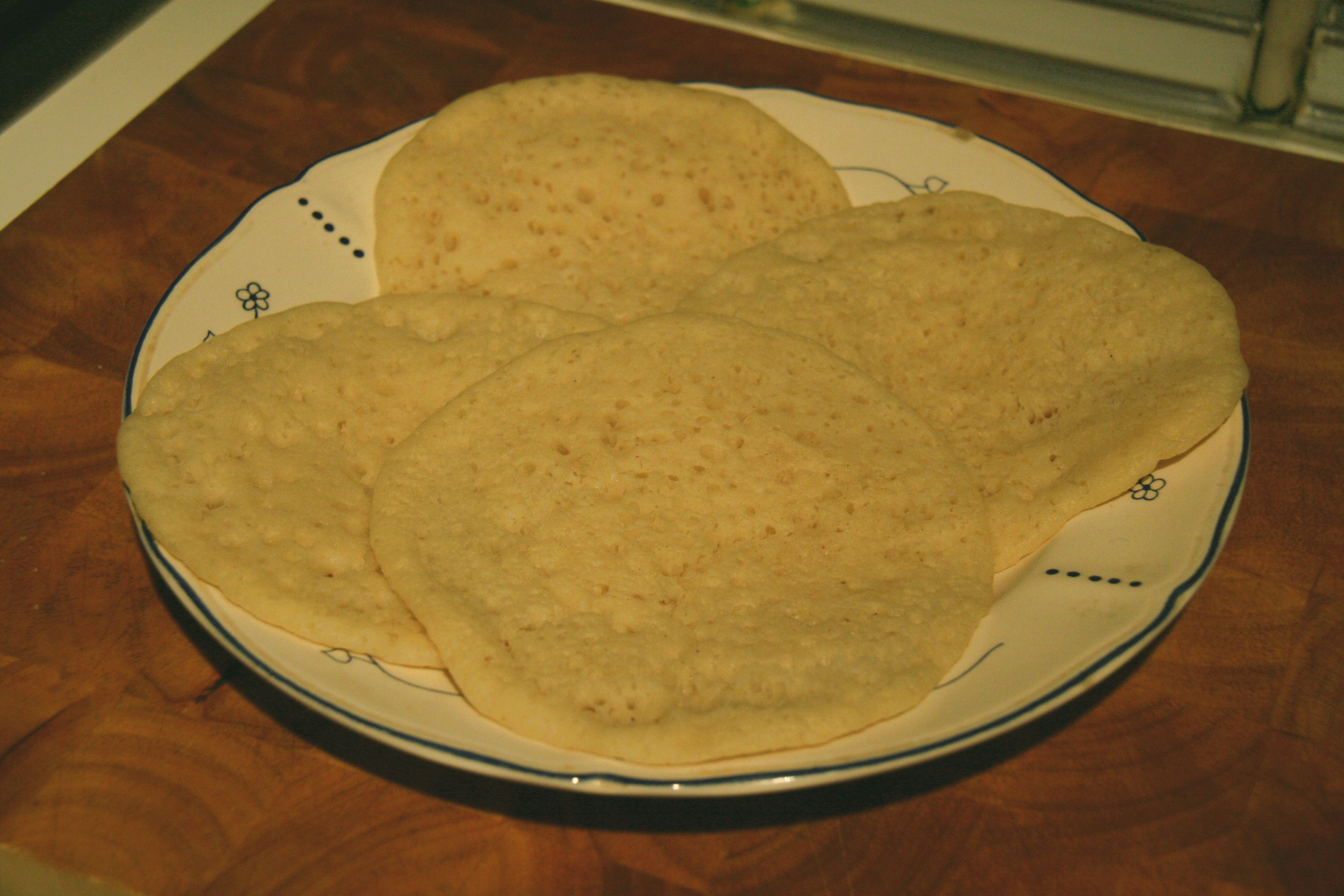
Baghrir

Baghrir (Beghrir) är en sorts pannkaka som är populär i Tunisien, Algeriet och Marocko. Den har många små porer (som en tvättsvamp) och serveras med socker, smör eller honung samt mandlar. De innehåller inte några mejeriprodukter och är veganska.